# Alliance des gens du Nouveau-Brunswick
L'Alliance des gens du Nouveau-Brunswick (en anglais : People's Alliance of New Brunswick, PANB) est un parti politique fondé en 2010 au Nouveau-Brunswick (Canada).
Le parti a été créé durant une vague d'opposition contre le projet du gouvernement libéral de Shawn Graham consistant à vendre Énergie NB à Hydro-Québec et ce qui a été considéré comme une opposition manquant de crédibilité formée par le parti progressiste-conservateur du Nouveau-Brunswick. Le parti a présenté sans succès des candidats dans 14 des 55 circonscriptions provinciales lors de l'élection générale de 2010 et dans 18 des 49 circonscriptions à l'élection de 2014. À l'élection de 2018, il présente des candidats dans 30 des 49 circonscriptions et trois sont élus.
Le chef du parti est Rick DeSaulniers.

## Historique
La plateforme du parti est basée sur le vote libre des députés de l'Assemblée législative du Nouveau-Brunswick. D'autres politiques ont été élaborées lors d'un congrès tenu à Oromocto en juillet 2010, notamment l'appui au bilinguisme officiel, l'élimination des frais de transport en ambulance et l'opposition à la construction d'un second réacteur à la centrale nucléaire de Pointe Lepreau. Le parti n'a toujours pas développé une politique officielle quant à l'avenir d'Énergie NB,.
En 2018, le programme électoral de l’Alliance des gens ne comprenait aucune section consacrée à l’environnement et mettait l'accent sur l'élimination de l'impôt sur les petites entreprises, la fin de la dualité linguistique, l’abolition du Commissariat aux langues officielles du Nouveau-Brunswick ainsi que la création d’un seul réseau de santé bilingue et d’un seul système de transport scolaire. Après l’élection, des représentants de la société civile acadienne et francophone ont mis en garde contre le parti, le qualifiant d'anti-francophone et anti-égalité.
Le 30 mars 2022, Kris Austin et Michelle Conroy ont annoncé leur démission en tant que membres de l'Alliance des gens du Nouveau-Brunswick afin de joindre le Parti progressiste-conservateur du Nouveau-Brunswick,. Rick DeSaulniers (en) devient chef intérimaire du parti.

## Résultats électoraux
| Année | Chef        | Votes  | %     | Sièges | +/–           | Position | Gouvernement               |
| ----- | ----------- | ------ | ----- | ------ | ------------- | -------- | -------------------------- |
| 2010  | Kris Austin | 4 363  | 1,2   | 0 / 55 | en stagnation | 5e       | Extra-parlementaire        |
| 2014  | Kris Austin | 7 964  | 2,1   | 0 / 49 | en stagnation | 5e       | Extra-parlementaire        |
| 2018  | Kris Austin | 47 709 | 12,58 | 3 / 49 | 3             | 3e       | Soutien sans participation |
| 2020  | Kris Austin | 34 526 | 9,21  | 2 / 49 | 1             | 4e       | Opposition                 |